# C15H16
化学式C15H16（摩尔质量：196.29 g/mol）可指：
- 2,2-二苯基丙烷（葡萄牙語：2,2-Difenilpropano），CAS号：778-22-3
- 1,1-二苯基丙烷，CAS号：1530-03-6
- 1,3-二苯基丙烷，CAS号：1081-75-0
- 4-丙基联苯，CAS号：10289-45-9
- 2,4,6-三甲基联苯，CAS号：3976-35-0
- 3,4,4'-三甲基联苯，CAS号：66483-38-3

|  | 这个同类索引页列出了具有相同分子式的化学物（即同分異構體）条目。 除非您是有意链接至本页，否则应将相应条目的内部链接指向正确的条目。 |